# サン・セバスティアン
サン・セバスティアン（スペイン語: San Sebastián, スペイン語: [san seβasˈtjan]）、またはドノスティア(バスク語: Donostia, バスク語: [doˈnos̺tia]）は、スペイン・バスク州ギプスコア県のムニシピオ（基礎自治体）。ギプスコア県の県都である。
ビスケー湾に面しており、フランスとの国境からの距離は約20 kmである。2011年の人口は186,409人であり、サン・セバスティアン都市圏の人口は436,500人である。主要な経済活動は商業や観光業であり、スペインでもっとも著名な観光地のひとつである。その食文化やサン・セバスティアン国際映画祭などで世界的な知名度を得ている。ポーランドのヴロツワフとともに、2016年の欧州文化首都に選定されている。

## 名称
1982年までの正式名称はスペイン語のSan Sebastiánだった。1982年に2言語の名称をハイフンで連結したDonostia-San Sebastián（ドノスティア＝サン・セバスティアン）に変更された、これは二言語の名称をつなげた「Donostia-San Sebastián」という塊が公式名であることを意味する。2012年には「Donostia」と「San Sebastián」のそれぞれが公式名となった。公式文書などでは2言語の名称をスラッシュで分けたDonostia / San Sebastián（ドノスティア / サン・セバスティアン）という表記も用いられる。「ビスケー湾の真珠」「カンタブリア海の真珠」 と称される。
スペイン語の「サン・セバスティアン」とバスク語の「ドノスティア」はまったく異なる起源をもつ単語にみえるが、いずれも聖セバスティアンに由来する。バスク語の地名におけるドナ/ドノ/ドニ(dona/dono/doni)という要素はラテン語のドミネ(domine)に由来して聖人を意味し、ドノスティアの後半部分は聖セバスティアンの短縮形のスティア(stia)である。住民の呼称はスペイン語でもバスク語でもドノスティアラである。

## 地理
サン・セバスティアンはスペイン北東部、バスク州北部にあり、北側がビスケー湾に面している。ギプスコア県のドノスティアルデア郡に属する。サン・セバスティアン都市圏の中心都市であり、近隣の町にはイルン（17 km）、エレンテリア（7 km）などがある。都市圏の東部は国境を越えてフランス・ヌーヴェル＝アキテーヌ地域圏のアンダイエにまで広がっている。サン・セバスティアンの美しい海岸線は人気のビーチスポットである。市街地やラ・コンチャ海岸などのビーチはモンテ・ウルグル、ウリア山、パサイア山、アダラ山、モンテ・イゲルドなどに囲まれており、ラ・コンチャ湾にはサンタ・クララ島が浮かんでいる。
サン・セバスティアンはウルメア川の河口に位置し、18世紀以後にウルメア川最下流部の大規模な湿地帯の上に建設された。市内は17区に分かれており、アイエテ区、アルツァ区、アマラ区、アマラ・ベリ区、アンティグア区、アニョルガ区、アテゴリエタ＝ウリア区、エルディアルデア区、エヒア区、グロス区、イバエタ区、インチャウロンド区、ロイオラ区、マルトゥテネ区、ミラクルス＝ビデビエタ区、パルテ・サアーラ区、スビエタ区がある。市街地中心部やアマラ・ベリ区、ロイオラ区は20世紀前半までウルメア川の流路だったかつての河床跡に位置している。

## 歴史

### 先史時代・古代
サン・セバスティアン近郊で最初に確認されたヒトの定住跡はアメツァガニャの集落であり、市街地から見て南のインチャウロンド区とアスティガラガの間にある。アメツァガニャからはグラヴェット文化期の紀元前24,000年前から22,000年前に遡る、動物の皮膚を切断するためのナイフとして使われた石器などが発掘されている。後期旧石器時代の野外の集落は、定住者が狩猟を行うホモ・サピエンスだったことを明らかにしており、さらに当時の寒冷な気候も指し示している。
古代ローマ時代、サン・セバスティアンはヴァルドゥリの領土だったと考えられている。サン・セバスティアンの東17kmにあるイルンにはバスク・ローマの町であるオイアッソの遺跡があるが、文献上では長い間サン・セバスティアンがオイアッソであると誤認されていた。

### 中世
中世初期には長くサン・セバスティアンが文献に登場しないが、1014年、エルナニとの境界に近く、サガルド（リンゴ酒）用のリンゴ園を持つ聖セバスティアンの修道院がナバラ王国のサンチョ3世によってレイレ修道院に寄進された。1181年までに、サン・セバスティアンはイスルムに所在するナバラ王サンチョ6世に自治権（フエロ）を与えられ、オリア川とビダソア川の間のすべての領土を管轄した。
1200年にはアルフォンソ8世を王とするカスティーリャ王国に征服され、自治権を維持することは確認されたが、ナバラ王国は大西洋に直接到達するルートを剥奪された。1204年かそれより早く、モンテ・ウルグル山麓にある都市中心部にはバイヨンヌやさらに遠くからガスコン語を話す移住者が移り住んだ。彼らはその後数世紀の間に、サン・セバスティアンの発展に重要な足跡を残している。
1265年、カスティーリャ王国とナバラ王国の婚姻に関する協定の一部として、港湾都市サン・セバスティアンがナバラ王国に与えられた。サン・セバスティアンに住んでいた多数のガスコン語住民は、ヨーロッパの他港やガスコーニュ地方との貿易の発展を支持した。サン・セバスティアンはギプスコア地方で起こった壊滅的なバンドス戦争から逃れた領土中唯一の町である。戦争が終結した1459年にはサン・セバスティアンもギプスコア地方の一部となった。16世紀までのサン・セバスティアンは大部分の戦争から逃れていたが、15世紀初頭までには簡易な構造の防壁が市街地を取り囲んでいたことが証明されている。中世末の1489年には大規模な火災によって町が荒廃し、この火災後には木材の代わりに主に石材を使用して町の復興に取り組んだ。

### 近代
近代のサン・セバスティアンは不安定さと戦争の時代だった。15世紀後半にナバラ王国が衰退すると、サン・セバスティアンはフランスとスペインの国境の最前線に取り残された。市街地の周囲にはより分厚くより洗練された防壁が築かれたが、1521年にはナバラ王国の消滅の余波としてスペインとフランスの間の戦争に巻き込まれた。オンダリビアでのスペインとフランスの衝突の際には、スペインに対して貴重な船舶の支援を提供し、この際のサン・セバスティアンがスペインに対して「とても気高くとても忠実」だったことが紋章に記録されている。また、1520年代のノアインの戦いの際には部隊を派遣し、コムネロスの反乱の際には支援を提供することで、神聖ローマ皇帝カール5世の信頼を得た。
中世にイベリア半島北部をナバラ王国が征服してから、サン・セバスティアンはギプスコアの一員だったが、その設立以来政治的・経済的にサン・セバスティアンで主導的な役割を果たしていたガスコン人が影響力のある公的な地位から除外されるようになった。カルロス1世（カール5世）によってカスティーリャの貿易独占権が解除されると、1527年にはセストアが、1557年にはオンダリビアが、1558年にはベルガラが、1604年にはトローサが、1662年にはデバが、スペイン王室によって新大陸貿易の認可を受けている。一方、戦争や疾病などの流行でサン・セバスティアンは荒んだ状態となり、フランスやオランダの貿易船から富を得たスペイン国王フェリペ2世の援助の下、多くの漁師や貿易商は生きるために海賊として航海に出た。
1656年、フェリペ4世の娘マリア・テレサとルイ14世がナバラ王国領（フランス領バスク）のサン＝ジャン＝ド＝リュズ近郊で婚姻を行う際、サン・セバスティアンはスペイン王室の司令部として使用された。比較的平和な世紀だった17世紀の後、1721年にはフランスのベリック公爵軍によって包囲されたが、フランス軍の砲撃を受けることはなく、多くの都市構造は再建された。1728年には王立ギプスコア・デ・カラカス会社が設立され、アメリカ大陸のスペイン領との貿易が盛んとなった。この会社の利益によって、市街地の改修・改善やサンタ・マリア教会の再築などが行われた。サン・セバスティアンの富の蓄積と発展は18世紀末まで続いた。
スペイン独立戦争中の1808年、フランスのナポレオン1世軍はサン・セバスティアンを占領した。1813年8月28日夜にはイギリス海軍小艦隊が上陸して浜辺のサンタ・クララ島を占領し、フランス軍と対面。町はビスケー湾と川幅の広いウルメア川河口の間の狭い岬に位置し、自然の要塞のようで奪還が困難だった。ウィリアム・デントは「ジブラルタルを除けば、（サン・セバスティアンは）私が見た中でもっとも強固な要塞である」と記している。3日後の8月31日、イギリス軍とポルトガル軍の解放軍は、サン・セバスティアン包囲戦を行ってフランス軍から町を奪還した。解放軍は自制を失って町を焼き払い、丘の麓の1本の通り（現在の8月31日通り）のみが残ったが、サン・セバスティアンの住民はフランスに対する反発感情を捨てなかった。

### 現代

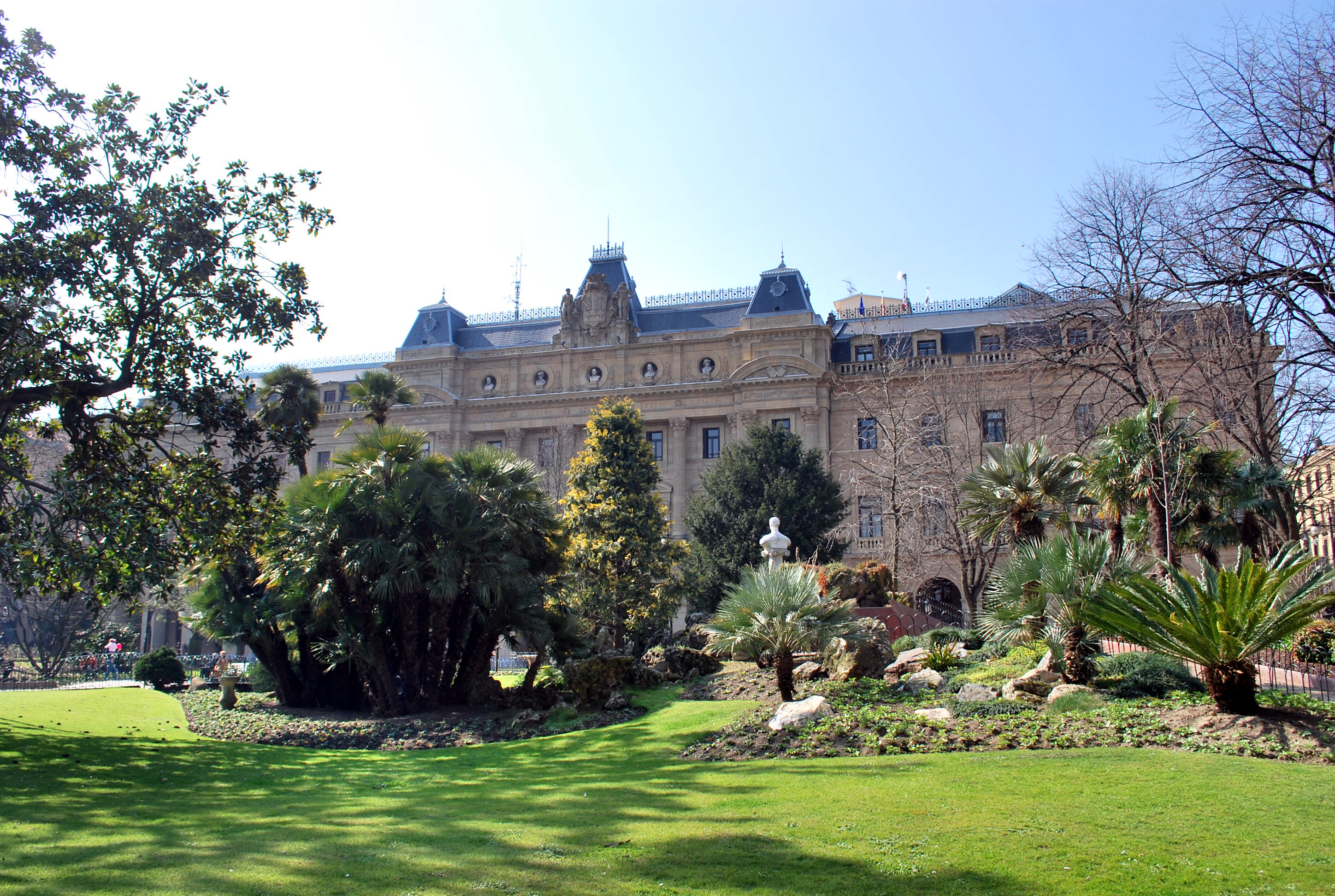
ギプスコア県庁舎

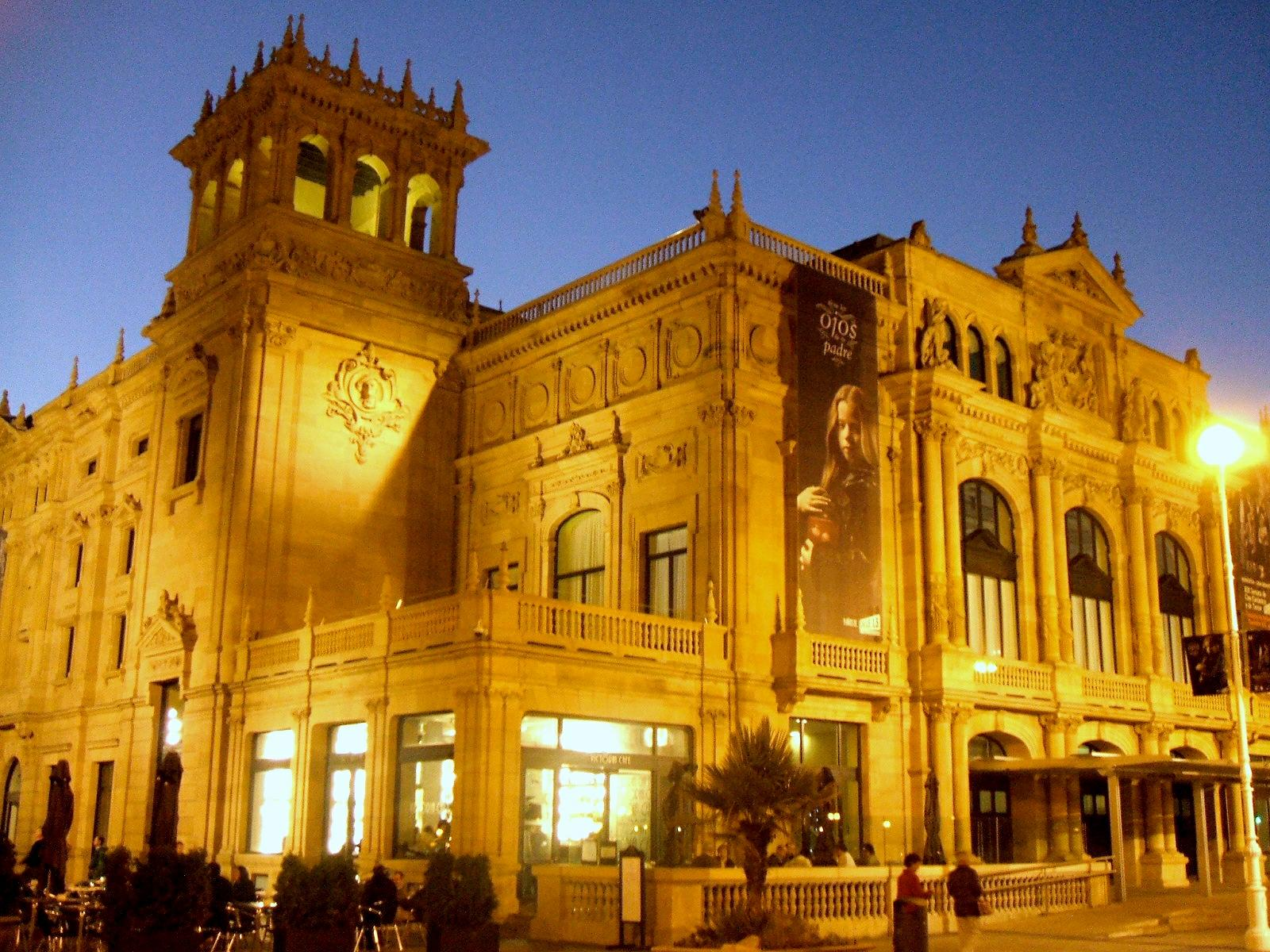
ビクトリア・エウヘニア劇場

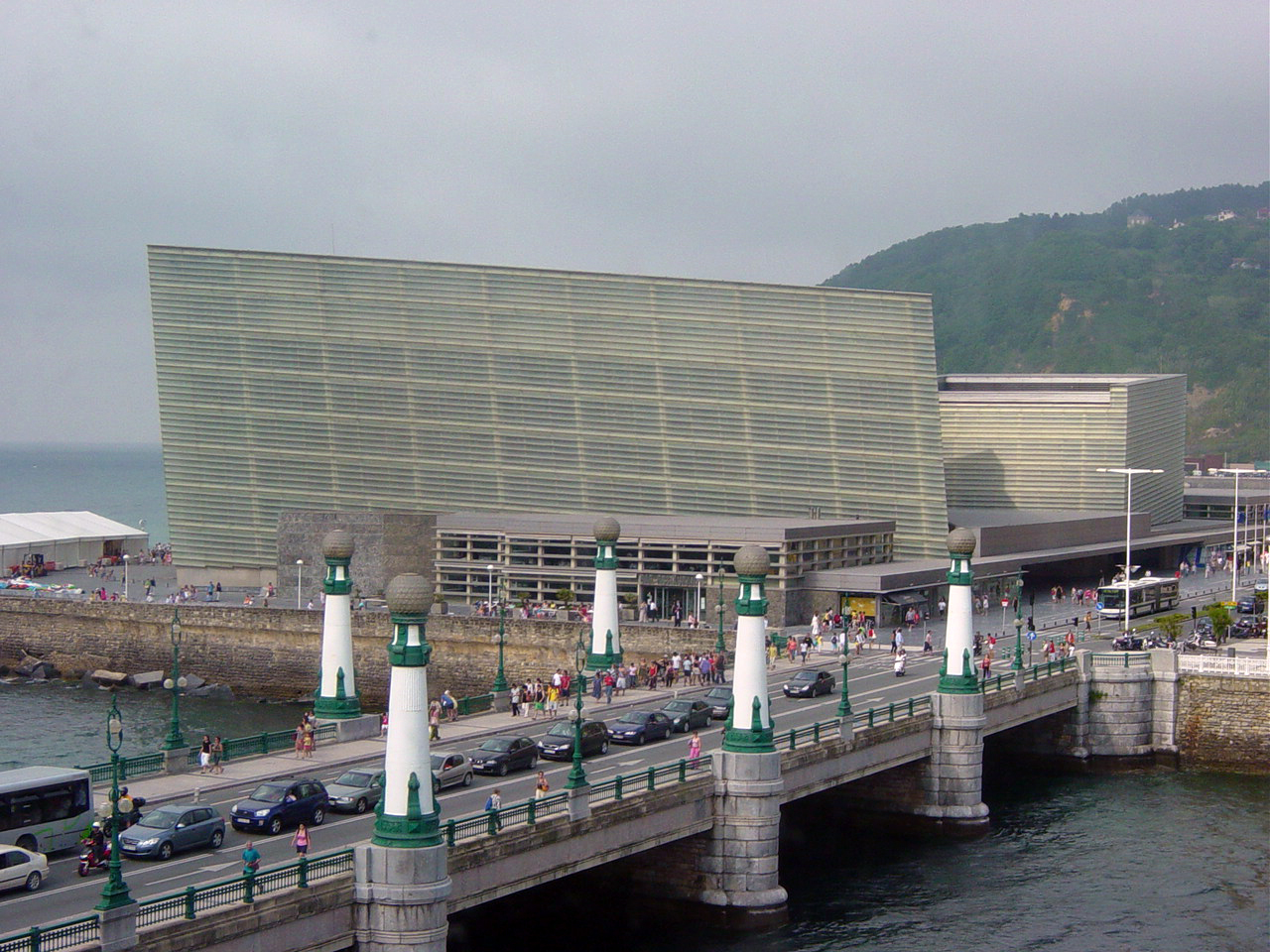
クルサール国際会議場・公会堂とクルサール橋

1813年に町が破壊された後、わずかにレイアウトを変更して同じ場所に町を再建することになった。建築家のP・M・ウガルテメンディアによる近代的な八角形の草案をおさえて、結局M・ゴゴルサの青写真が承認されたが、ウガルテメンディアが都市建設の指揮を執った。旧市街には1817年にコンスティトゥシオ広場（憲法広場）が建設され、1828年から1832年には広場に市庁舎（現在の図書館）が建設された:100。
商工業が発展して豊かなサン・セバスティアンはギプスコア県の県都となったが、1823年に専制主義者によって襲撃されると県都の地位を返上。専制主義者の軍隊が防壁を破った時、防壁中にはわずか200人の住民しかいなかった。第一次カルリスタ戦争中の1833年、デ・レイシー・エヴァンズに率いられたイギリスの義勇軍がカルリスタの攻撃から町を守り、殉職者はモンテ・ウルグルの英国人墓地に埋葬された。
19世紀初頭、国外に起源や祖先をもつ住民は特に貿易商として偏在していた。バスク地方のフエロ（自治権）のおかげで国外製品への課税がなく、サン・セバスティアンは海図の製作で莫大な利益を得ていた。ギプスコア県からの離脱を要求し、1841年にナバラ県と合併したが、1854年には再びギプスコア県都となった。
1863年には防壁が取り壊され、軍事的要塞としての性格から逃れるために市域の拡大が試みられた。防壁の残骸は市庁舎から東に延びるブールバールの並木道の地下駐車場で見ることができる。ホセ・ゴイコアやラモン・コルタサールが都市計画を任じられ、新古典主義のパリ様式で道路が直行するレイアウトがミラマール宮殿、コンチャ遊歩道などと組み合わされた。フランスの王族貴族が夏の間をビアリッツで過ごすように、スペイン王室は夏の離宮としてサン・セバスティアンを選択し、ミラマール宮殿やアジェテ宮殿などの邸宅を建てた。スペインの貴族や外交使節などもこれに従ってサン・セバスティアンに移転した。ラ・コンチャ海岸の造船所群が邸宅建設の支障となったため、造船所群はサン・セバスティアンの旧市街近くにあるパサイアに移転した。
第三次カルリスタ戦争中の1875年には町を砲撃が襲い、1876年には詩人のビリンチュが死去した。スペイン王アルフォンソ12世が死去した1885年以降には、アルフォンソ12世の妻マリア・クリスティーナが毎年従者を連れて夏季の間滞在し、ミラマール宮殿に宿泊した。マリア・クリスティーナの名前はマリア・クリスティーナ橋やホテル・マリア・クリスティーナなどに残っている。1887年には7,000 m2もの敷地にダンスやカジノのためのグランド・カジノ（現在の市庁舎の場所）が建設された。カルデレロスやタンボラーダなどのイベントが開催されるようになり、またスペイン語やバスク語で新聞や文学作品が書かれるようになった。1897年には建築家マヌエル・デ・エチャーベによって新市街の中心にサン・セバスティアン大聖堂が完成。1912年にはビクトリア・エウヘニア劇場が完成し、落成式にはスペイン国王アルフォンソ13世も臨席した。
サン・セバスティアンは本格的な海岸リゾート地に発展し、またアンティグア区や市郊外では工業も発展した。第一次世界大戦の勃発後、サン・セバスティアンは国際的な文化人や政治家から注目を集めるようになり、マタ・ハリ（諜報員）、レフ・トロツキー（政治家）、モーリス・ラヴェル（作曲家）、アンリ・ド・トゥールーズ＝ロートレック（画家）、ロマノーネス（政治家）などが滞在した。1920年代から1930年代には様々な合理主義建築のランドマークが建設された。これらは通常は白色や薄い色調であり、ラ・エキタティーバ、ナウティコ、エアソなどが有名である。1924年から1926年には市の南端部分でウルメア川の運河化が実行された。1923年にはミゲル・プリモ・デ・リベラが軍事独裁政権を確立したが、プリモ・デ・リベラの独裁下での弾圧はサン・セバスティアンには及ばなかった。1924年には権威主義政権によって賭博禁止令が発令され、1887年設立のグランド・カジノと1921年設立のクルサールは存続に苦しんだ。1930年8月、ニセト・アルカラ＝サモラやミゲル・マウラ率いる共和派はスペイン第二共和政につながるサン・セバスティアン協定を締結した。
1936年2月には左派が結集してスペイン人民戦線が政権を奪取。マドリードに戒厳令が引かれるなど政情が不安定になったため、各国の外交官、大使館員らはフランス国境に近いサン・セバスティアンに滞在するようになった。
同年7月18日にはフランシスコ・フランコを中心とした反乱軍が決起してスペイン内戦が勃発。翌月にはサン・セバスティアンにも戦火が及び始めたため、日本の矢野真大使を含む各国の外交官たちはフランスへ脱出し始めた。
当初、バスク民族主義者・アナーキスト・共産主義者による抵抗運動によって反乱軍（ナショナリスト派、国民戦線軍）が敗北したが、共和派の労働総同盟(UGT)はバスク民族主義者に対して恐怖政治を行った。同年末にはバスク地方もナショナリスト派の手に落ち、1937年にはフランコを統領とするファランヘ党の支配下に置かれた。占領状態は市民に悲惨な生活を強い、市長を含めた380人がナショナリスト派によって処刑された。多くの子どもたちは国外に逃れ、推定40,000人から50,000人がサン・セバスティアンから脱出した。戦争の余波で都市は貧困・飢餓・抑圧状態となり、物資の密輸が蔓延した。多くの共和党員が過酷で不快な条件のオンダレータ刑務所（1948年に解体）に勾留された。1940年代末から1950年代初頭には工業が発展し、ウルメア川河口部の湿地や河岸にあるエヒア区やアマラ・ベリ区などが都市拡大への道を開いた。
1943年には旧市街の自宅でバスク研究を開始したエルビラ・シピトリアによってバスク語学校（イカストラ）の種がまかれた。1947年には市庁舎がコンスティトゥシオ広場（憲法広場）からグランド・カジノの建物に移転した。1953年には町の国内的・国際的な知名度向上や経済への好影響のために第1回サン・セバスティアン国際映画祭が開催された。工業生産の成長がスペイン各地からの大規模な移民に拍車をかけ、人口は著しく増加。アルツァ区、インチャウロンド区、ミラクルス＝ビデビエタ区など、市街地中心部から数キロ離れた郊外では急速で混沌とした都市開発が行われ、社会的・文化的・政治的矛盾と不平等が不満を増大させた。特に武装分離独立組織バスク祖国と自由(ETA)や地下組織のバスク民族主義者などによって牽引された抗議運動やストリートデモの風潮は、1968年のギプスコア県初の非常事態宣言の引き金となった1975年には独裁政権のフランコ将軍が死去し、フランコイストの当局によってさらなる重しが科された。
不安定な経済状況と不動産投機状況の過程で、1973年に町の象徴的な建物だったグロス区の旧クルサールとチョフレ闘牛場が解体された、1977年には彫刻家のエドゥアルド・チリーダや芸術家のペーニャ・ガンチェギによる彫刻作品『風の櫛』が完成。この作品はラ・コンチャ湾西端に設置され、完成までに25年が費やされた。1970年代から1980年代中ごろは都市と社会の崩壊の時代だった。1979年にはスペイン初の民主的地方選挙が開催され、バスク民族主義党(EAJ-PNV)が勝利。バスク民族主義党は1991年まで分派のバスク連帯(EA)と共同した。1991年にはスペイン社会労働党のオドン・エロルサが市長に当選し、約20年間に渡って市長を務めた。
1990年代にはサン・セバスティアンの新古典主義や現代主義建築の価値を高めることを狙い、市中心部の改良事業が着手された。注目すべき事業には、ラ・スリオラ海岸や海岸遊歩道の再整備と拡張、旧クルサール跡地へのクルサール国際会議場・公会堂の建設、イバエタ区のナバラ大学の新キャンパスと技術設備の建設、広範な自転車レーン網の提供、地下駐車場の建設とメトロ・ドノスティアルデアなど公共交通機関の改善などがある。イバエタ区やロイオラ区などは現代的な都市設計がなされたが、重要な計画のいくつかは自治体の財政状況との天秤に掛けられている。2011年の市長選挙ではエロルサが敗北し、ビルドゥのフアン・カルロス・イサギーレが当選する予想外の結末となった。

## 政治
1979年にはスペイン民主化後初の地方選挙が開催され、バスク民族主義党(EAJ-PNV)が勝利。1987年にはバスク民族主義党からバスク連帯(EA)が分派し、1991年まで協同した。1991年にはスペイン社会労働党(PSOE)のオドン・エロルサが市長に当選し、約20年間に渡って市長を務めた。
2011年5月22日に行われた自治体選挙において、同年4月に設立されたばかりの政党連合ビルドゥが24.29％の票を獲得し、第一政治勢力となった。獲得評議員数は、ビルドゥ：8、バスク社会党(PSE-EE)：7、バスク国民党(PPVasco)：6、バスク民族主義党(EAJ-PNV)：6となった。自治体首長にはビルドゥのフアン・カルロス・イサギーレが選出され、就任後すぐに自治体庁舎内の式典などで使用されるサロンからスペイン国王の肖像画を取り外した。
| '2011年5月22日自治体選挙        |        |        |          |
| 政党                            | 得票数 | 得票率 | 獲得議席 |
| BILDU-EA-ALTERNATIBA            | 21,110 | 24.29% | 8        |
| スペイン社会労働党(PSE-EE/PSOE) | 19,666 | 22.63% | 7        |
| 国民党(PP)                      | 16,502 | 18.99% | 6        |
| バスク民族主義党(EAJ-PNV)       | 15,587 | 17.93% | 6        |

## 気候
エスパーニャ・ベルデにあるサン・セバスティアンは西岸海洋性気候(Cfb)である。メキシコ湾からの暖流の影響で高緯度の割には温暖で、暑くはないが暖かい夏季、寒くはないが涼しい冬季を持つ。西岸海洋性気候の多くの都市と同様に、年間の大半は曇りかどんよりした天気である。年間降水量は約1,750mmとある程度の量があり、年間を通じてまんべんなく降雨がある。しかし、夏季にはやや乾燥して目立って天候が良く、この数か月間の平均降水量は約100mmである。1月の平均気温は摂氏約9度、8月の平均気温は摂氏約21度である。
| サン・セバスティアンの気候            | サン・セバスティアンの気候 | サン・セバスティアンの気候 | サン・セバスティアンの気候 | サン・セバスティアンの気候 | サン・セバスティアンの気候 | サン・セバスティアンの気候 | サン・セバスティアンの気候 | サン・セバスティアンの気候 | サン・セバスティアンの気候 | サン・セバスティアンの気候 | サン・セバスティアンの気候 | サン・セバスティアンの気候 | サン・セバスティアンの気候 |
| 月                                    | 1月                        | 2月                        | 3月                        | 4月                        | 5月                        | 6月                        | 7月                        | 8月                        | 9月                        | 10月                       | 11月                       | 12月                       | 年                         |
| ------------------------------------- | -------------------------- | -------------------------- | -------------------------- | -------------------------- | -------------------------- | -------------------------- | -------------------------- | -------------------------- | -------------------------- | -------------------------- | -------------------------- | -------------------------- | -------------------------- |
| 平均最高気温 °C （°F）                | 12.8 (55)                  | 13.9 (57)                  | 15.4 (59.7)                | 16.8 (62.2)                | 20.0 (68)                  | 22.3 (72.1)                | 24.7 (76.5)                | 25.2 (77.4)                | 23.7 (74.7)                | 20.4 (68.7)                | 15.8 (60.4)                | 13.7 (56.7)                | 18.7 (65.7)                |
| 日平均気温 °C （°F）                  | 8.6 (47.5)                 | 9.5 (49.1)                 | 10.9 (51.6)                | 12.4 (54.3)                | 15.7 (60.3)                | 18.2 (64.8)                | 20.6 (69.1)                | 21.0 (69.8)                | 19.0 (66.2)                | 15.8 (60.4)                | 11.5 (52.7)                | 9.6 (49.3)                 | 14.4 (57.9)                |
| 平均最低気温 °C （°F）                | 4.4 (39.9)                 | 5.1 (41.2)                 | 6.4 (43.5)                 | 8.0 (46.4)                 | 11.3 (52.3)                | 14.0 (57.2)                | 16.4 (61.5)                | 16.7 (62.1)                | 14.3 (57.7)                | 11.2 (52.2)                | 7.2 (45)                   | 5.5 (41.9)                 | 10.0 (50)                  |
| 降水量 mm （inch）                    | 168 (6.61)                 | 150 (5.91)                 | 144 (5.67)                 | 168 (6.61)                 | 138 (5.43)                 | 96 (3.78)                  | 98 (3.86)                  | 112 (4.41)                 | 138 (5.43)                 | 174 (6.85)                 | 186 (7.32)                 | 167 (6.57)                 | 1,738 (68.43)              |
| 平均降水日数 （≥1 mm）                | 13                         | 12                         | 12                         | 14                         | 12                         | 10                         | 9                          | 10                         | 10                         | 12                         | 13                         | 12                         | 140                        |
| 平均降雪日数                          | 1                          | 1                          | 1                          | 0                          | 0                          | 0                          | 0                          | 0                          | 0                          | 0                          | 0                          | 1                          | 4                          |
| % 湿度                                | 75                         | 74                         | 75                         | 77                         | 79                         | 82                         | 83                         | 83                         | 79                         | 76                         | 76                         | 74                         | 78                         |
| 平均月間日照時間                      | 95                         | 99                         | 134                        | 135                        | 166                        | 178                        | 192                        | 184                        | 167                        | 131                        | 103                        | 87                         | 1,671                      |
| 出典：Agencia Estatal de Meteorología |                            |                            |                            |                            |                            |                            |                            |                            |                            |                            |                            |                            |                            |

## 教育
サン・セバスティアンは重要な学術都市である。モンドラゴン大学（本部はギプスコア県アラサーテ/モンドラゴン）、ナバラ大学（本部はナバラ州パンプローナ）、バスク大学(UPV/EHU)（本部はビスカヤ県ビルバオ）、デウスト大学（本部はビルバオ）などがサブキャンパスを構えている。これらの大学の二次研究活動は、社会的・文化的・技術的・経済的にサン・セバスティアンや近隣の都市への影響を増しており、バルセロナ、マドリード、ビルバオ、セビリア、バレンシアなどとともに、スペインの主要な研究開発拠点のひとつになりつつある。サン・セバスティアンの研究開発拠点では、材料科学、癌研究、アルツハイマー病やパーキンソン病の研究、建築学、高分子化学、バイオマテリアル、ナノテクノロジー、ロボット工学、情報科学などの分野をカバーしている。

## 交通

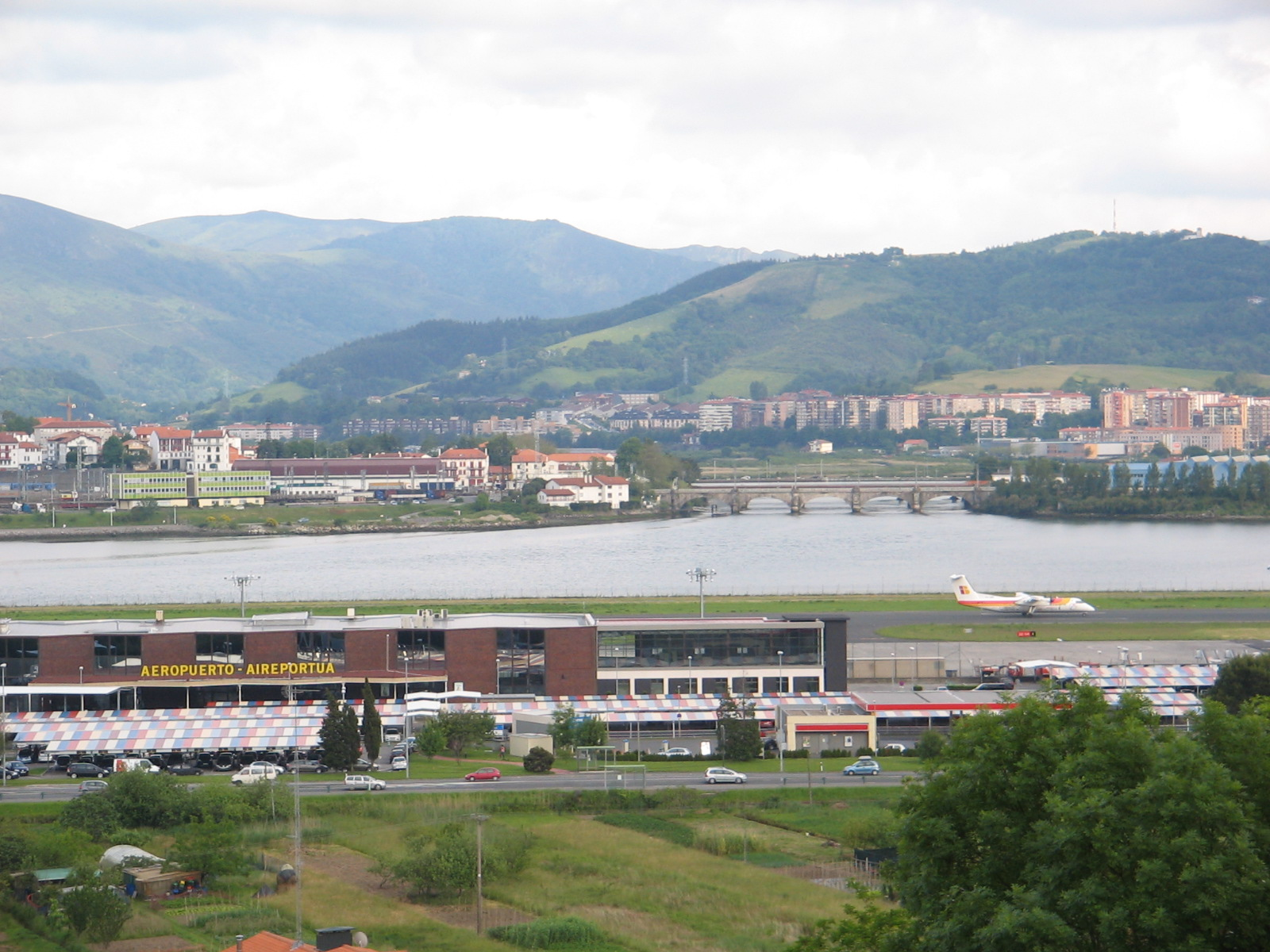
サン・セバスティアン空港

航空
サン・セバスティアンの半径120km圏内にはサン・セバスティアン空港、ビアリッツ＝アングレット＝バイヨンヌ空港、パンプローナ空港、ビルバオ空港、ビトリア空港の5空港がある。サン・セバスティアンからもっとも近い空港は東15kmのオンダリビアにあるサン・セバスティアン空港である。サン・セバスティアン空港はスペイン＝フランス国境を流れるビダソア川に近接しており、1,800mの滑走路1本を備えている。国内線のみが運行されており、イベリア航空がマドリードに、ブエリング航空がバルセロナに向けてそれぞれ定期便を運航している。サン・セバスティアン空港からもっとも近い国際空港はフランスのビアリッツ＝アングレット＝バイヨンヌ空港(32km)であり、スペイン領土に限定すればビルバオ空港(117km)である。ビルバオ空港からはPESAとALSAがサン・セバスティアン行きのバスを運行しており、60分から90分程度で到着する。
鉄道
広軌のレンフェ（スペイン国鉄）はサン・セバスティアンの中心駅としてサン・セバスティアン北駅を、狭軌のバスク鉄道はサン・セバスティアンの中心駅としてアマラ駅（頭端式ホーム）を使用している。レンフェはサン・セバスティアン近郊で通勤鉄道のセルカニアス サン・セバスティアンを運行しており、イルン、サン・セバスティアン北駅、トローサ、スマラガなどを結んでいる。バスク鉄道はサン・セバスティアン近郊でラピッド・トランジットのメトロ・ドノスティアルデアを運行しており、アンダイエ（フランス）、イルン、エレンテリア、アマラ駅、ラサルテ＝オリアなどを結んでいる。
レンフェはマドリードとイルンの間で長距離高速列車のアルビアを運行しており、その一部がサン・セバスティアン北駅に達している。アルビアにはレンフェ120系電車が使用される。2017年にはバスク自治州3県の県都を結ぶ高速鉄道ネットワークであるバスクYが運行開始される予定である。バスクYはサン・セバスティアン、ビスカヤ県の県都ビルバオ、アラバ県の県都ビトリア＝ガステイスの3都市を「Y」字状に結んでおり、3県都間の所要時間が大幅に短縮される。
モンテ・イゲルドにはイゲルド・ケーブルカーが伸びている。1912年開通のイゲルド・ケーブルカーは赤色の車体が特徴であり、標高差151mを約3分で登る。モンテ・イゲルドの山頂には展望台があり、サン・セバスティアンの市街地、ラ・コンチャ湾、湾に浮かぶサンタ・クララ島、対岸のモンテ・ウルグルを見晴らすことができる。
道路交通
バスク地方の海岸沿いを走る有料高速道路のAP-8号線で欧州道路網と結ばれており、AP-8号線はまたイルン、エイバル、ビルバオなどスペイン北部の他都市とサン・セバスティアンを接続している。サン・セバスティアン市内ではドノスティアバス（Dバス）という近距離路線バスが運行されている。2005年には市民1人あたり年間145.36回乗車した計算となり、スペインでもっとも利用率が高いバスのひとつである。ルラルデバスはサン・セバスティアンからビルバオ、ビトリア、レケイティオなどバスク自治州の他都市に向かう中距離路線バスを運行している。PESAとALSAはサン・セバスティアン市内からサン・セバスティアン空港行きのバスを運行している。

## 文化

### イベント

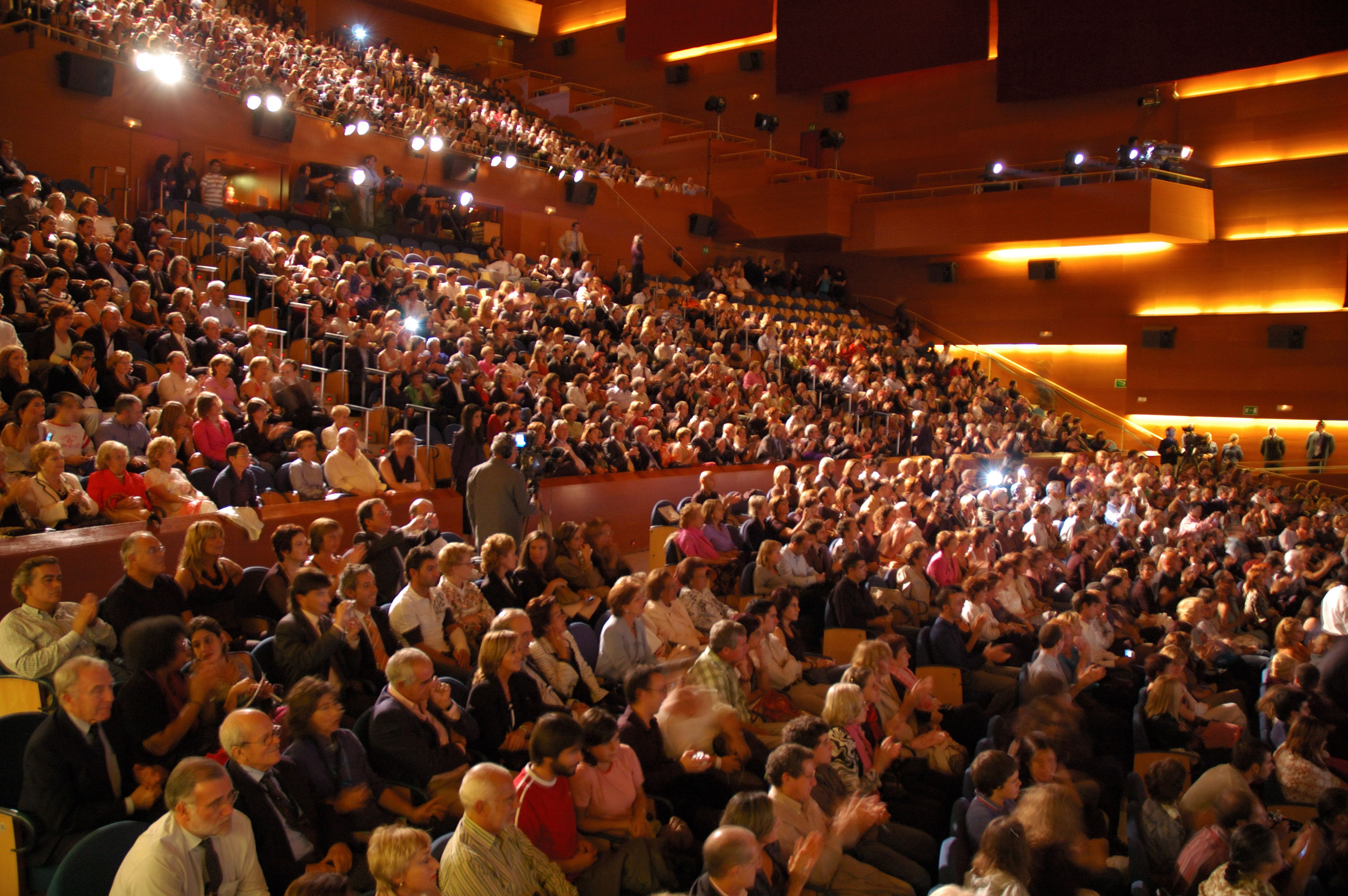
サン・セバスティアン国際映画祭の会場

- 1月20日 - タンボラーダ（スペイン語版）
- 1月/2月 - サンタ・アヘダ・ベスペラ
- 2月 - カルデレロス
- 7月最終週 – ジャサルディア（サン・セバスティアン国際ジャズフェスティバル）
- 8月 - サン・セバスティアン音楽週間
- 8月中旬 - セマナ・グランデ
- 9月初頭 – バスク週間
- 9月 - サン・セバスティアン国際映画祭
- 12月21日 - サント・トマス
- 12月24日 - オレンツェロ

サン・セバスティアンには優れた文化シーンがあり、特に夏季には様々なフェスティバルが開催される。サン・セバスティアンはポーランドのヴロツワフとともに2016年の欧州文化首都に選定されており、「人々のエネルギーの波」をスローガンとしている。
7月第3週にはジャサルディア（サン・セバスティアン国際ジャズフェスティバル）が開催される。1966年に初開催されたこのジャズフェスティバルはヨーロッパでもっとも長い歴史を持つジャズイベントのひとつであり、市内各所で、時には入場無料でジャズセッションが行われる。サン・セバスティアン音楽週間はクラシック音楽の音楽祭であり、8月の1か月間に様々なイベントが開催される。9月にはサン・セバスティアン国際映画祭が開催される。この映画祭は50年以上の歴史があり、クルサール国際会議場・公会堂とビクトリア・エウヘニア劇場を会場としている。映画監督や俳優らはホテル・マリア・クリスティーナなどに宿泊することで知られている。
ストリート・シネマ(Street Zinema)は現代アートと都市文化を探求する国際的な視聴覚フェスティバルである。その他の人気イベントには10月に行われるホラー&ファンタジー・フェスティバルなどがあり、2010年には21回目を迎えた。サンフィルム・フェスティバルはサーフィン映像に特化した映画祭である。

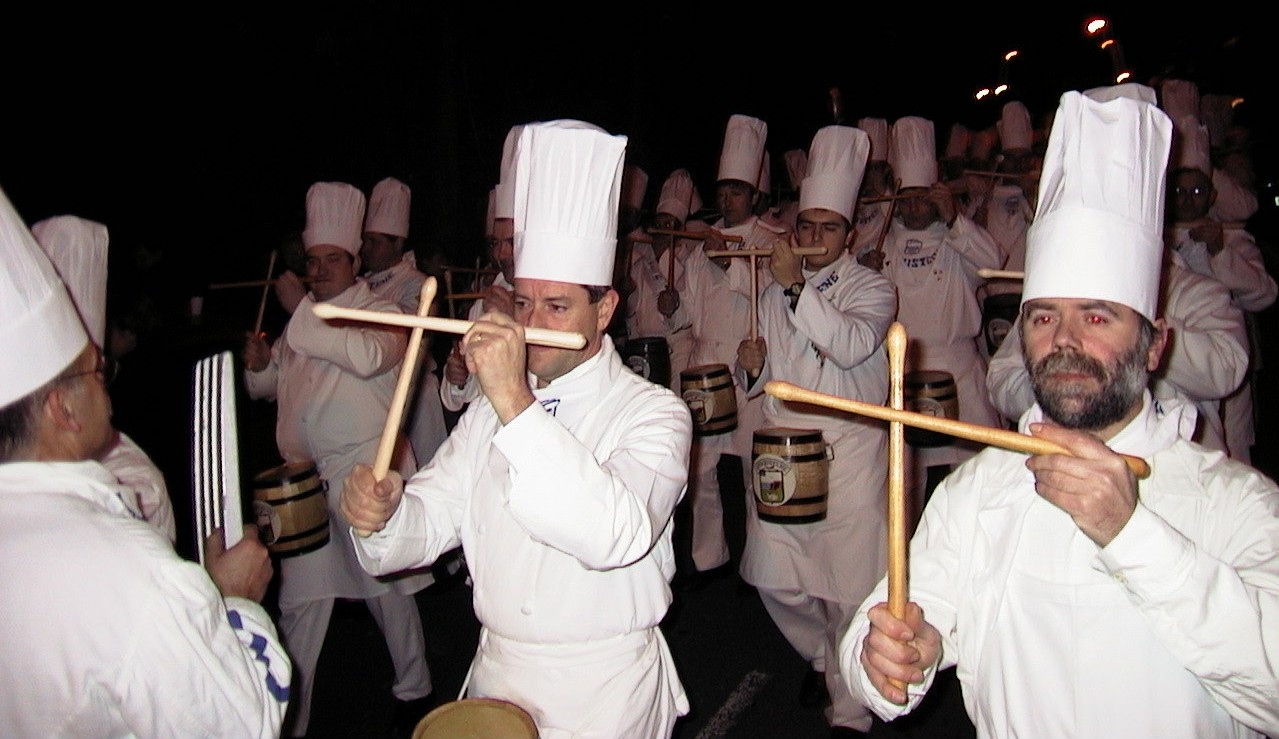
タンボラーダ
毎年1月20日は聖セバスティアンの祭日であり、サン・セバスティアン市民はタンボラーダと呼ばれる祝宴を行う。日本語ではサン・セバスティアンの太鼓祭りとも。祝宴の開始は前日の19日午後8時。旧市街のコンスティトゥシオ広場（憲法広場）で市長が市旗を掲げると、それから24時間は市全体が太鼓の音で満ちあふれる。大人は白いエプロンやコック帽をまとってコックに扮装するなどし、コックと兵士の衣装を着た参加者が夜中ずっと町を練り歩く。
この祭りの起源は、ナポレオン戦争中にフランスの占領軍が毎日モンテ・ウルグルからサン・テルモまで行進したのを、スペイン人の商人（コックを含む）がそのまねをしながらあざ笑ったことによると言われる。のちに、この行列はビセンテ・"チキ"・ブエネチェアが樽を太鼓として寄贈したことで発展した。
大人たちは一般的に、行列に必要なものが提供されるバスク美食クラブ（チョコ）で夕食を取る。伝統的には男性のみが行列への参加を認められるが、今日では厳格な参加者でもタンボラーダの夜に女性が参加することを認めている。彼らは自らが料理した海産物の食事を取り、上等のワインを飲む。伝統的にはシラスウナギ料理だが、法外な値段となってしまったためにもはやシラスウナギが提供されることはない。サン・セバスティアン市民にとってはタンボラーダが一年でもっとも重要な祭である。一晩中太鼓の音を聞いた後で、子どもたちは子ども版のタンボラーダに参加する。子供たちは伝統的に兵士の格好をして街を練り歩く。たいていはその衣装は特定の国（イギリス、ドイツ、ルーマニアなど）を表すものである。
サンタ・アヘダ・ベスペラ
聖アガタのイブは1月末か2月初頭にバスク地方の多くの町で行われる伝統的な行事である。バスクの伝統的な農民の衣服を着た集団が地区内を行進し、聖アガタの曲のリズムに合わせて歌ったり特徴的な棒きれを振り回したりする。歌い手は家々で小規模な寄付を求め、聞き手はお金や飲み物や食べ物などを差し出す。
セマナ・グランデ
スペイン語ではセマナ・グランデ、バスク語ではアステ・ナグシア（英語ではビッグ・ウィーク）と呼ばれるイベントが毎年8月中旬に開催される。セマナ・グランデ期間中には世界的な花火大会が開催され、海岸では連夜花火が打ち上げられる。最終日には花火大会の優勝者が発表される。連夜ヒガンテスとカベスドス（巨大人形）のパレードが行われる。
バスク週間
9月初頭にはバスク文化に関するバスク週間と呼ばれる行事が何十年も続いており、伝統的なベルチョラリ（即興詩人）、バスク・ペロタ、ハリハソツァイレアク（大石の持ち上げ）、イディ・プロバク（牛の賭け）、ダンスコンテスト、サガルド（リンゴ酒）の試飲会などが行われる。ハイライトとなるのはエストロパダク（ボート競技）であり、ビスケー湾沿いの様々な町がラ・コンチャ旗を懸けて戦う。ビスケー湾沿岸地域からは数千人もの応援団がやってきて、特に最終レースが行われる日曜日には湾を見下ろす通りに詰めかける。
カルデレロス
カルデレロスは、カーニバルに先立つ2月第1土曜日に行われる地元のフェスティバルである。市民がロマ（ジプシー）の衣装に身を包み、金づちやスプーンで鍋やフライパンをリズミカルに叩きながら通りに向かう。伝統的な歌を歌ったりはしご酒をすることもある。以前は男性のみが参加していたが、現在は女性も参加して歌うことがある。このフェスティバルは2009年に125周年を迎えた。
サント・トマス
冬の寒さに包まれた12月21日に行われるサント・トマスの祭礼は人気がある。ギプスコア県全体からに飛びとが集まり、早朝から市中心部や旧市街の通りを露店が埋める。群衆は伝統的なバスク農民の衣装を着ることもある。伝統的・典型的な商品が露店で販売され、飲み物ではリンゴ酒が中心であり、スナックではチョストラ（細く燻っていないチョリソ）が乗せられたタロス（薄い円形のパン）が一番人気である。コンスティトゥシオ広場には大豚が飾られ、祭典期間中に販売されるくじの景品となる。
オレンツェロ
バスクの他の町や村と同様に、12月24日のクリスマスイブにはオレンツェロが行われる。讃美歌の歌い手がバスク農民を模した衣装をまとって通りに出て、バル、商店、銀行などでそのレパートリーを見せた後に小規模な寄付を募る。例えば31日などクリスマス後にオレンツェロが合唱されることもあり、その場合は文化的・社会的・政治的な団体やその要求に関連付けられることが多い。

### 地元音楽グループ
- バスク交響楽団 - 1982年にバスク州政府によって設立された。サン・セバスティアン市内に本部がある[35]。
- オルフェオン・ドノスティアラ - 1897年設立の合唱団で、国内外で多く表彰されている。パルテ・ヴィエハ地区に本部がある。
- コーロ・エアソ - 1939年設立の男声合唱団[36]。バスク州内では特に評価されている有名団体であり、アジェテ地区に本部がある。
- ザ・ゴールデン・アップル・カルテット - 1986年結成の4人組のアカペラ・ボーカルグループ。ユーモアのあることでバスク州の外でもよく知られている。

### 美食

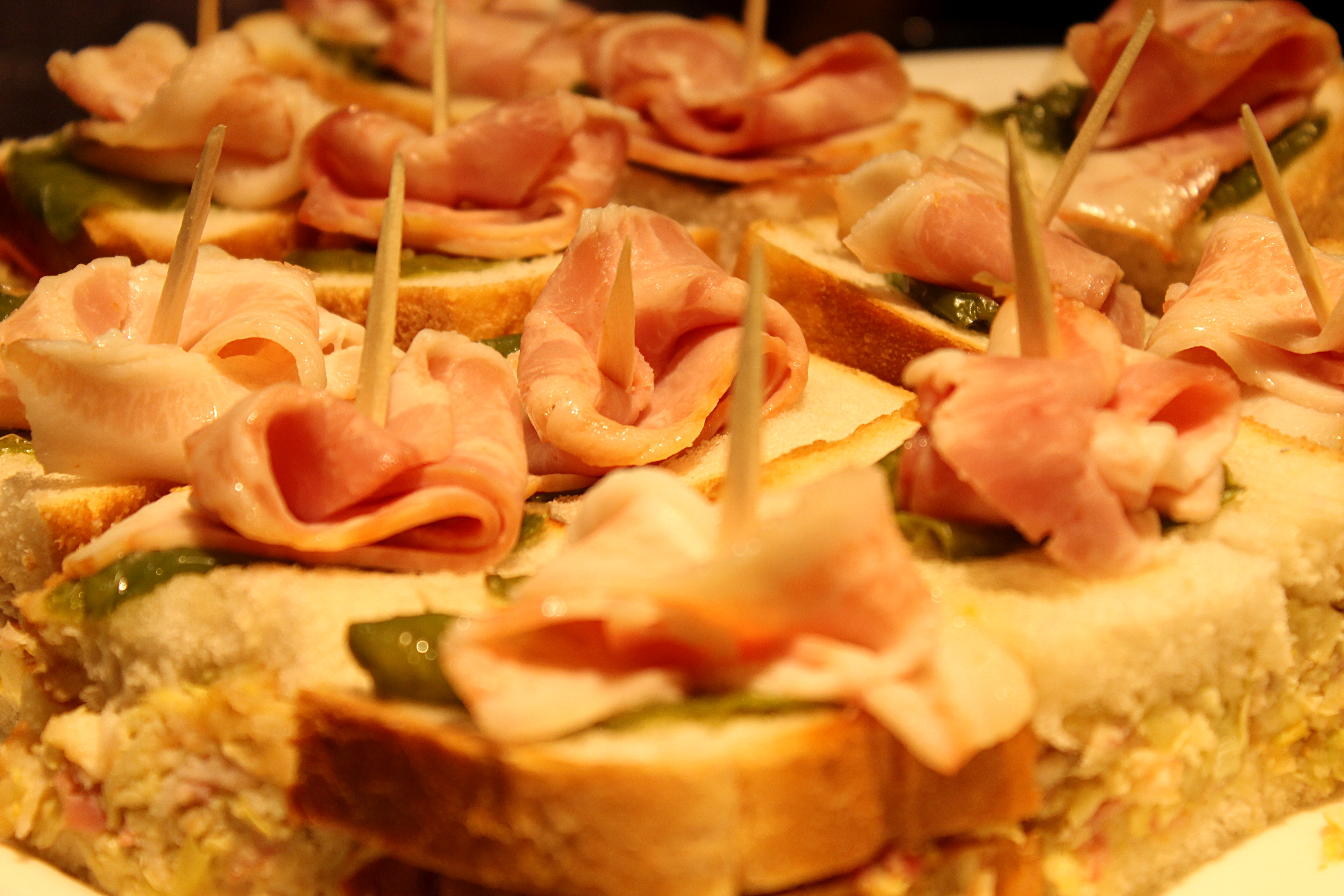
旧市街のバルで出されるピンチョス

サン・セバスティアンはバスク料理と美食（ガストロノミー）の文化で知られている。サン・セバスティアンとその周辺の地区はミシュランガイド（レッドミシュラン）に記載される星付きレストランの宝庫であり、『アルサック』（ミラクルス＝ビデビエタ区）、『ベラサテギ』（郊外のラサルテ＝オリア）、『アケラレ』（アンティグア区イゲルド）、『ムガリッツ』（郊外のエレンテリア）などの星付きレストランがある。2014年版レッドミシュランにおいて、スペインの3つ星レストラン8軒のうち4軒がサン・セバスティアンかその周辺にあるレストランだった。さらには、レストラン誌による2013年の世界のベスト・レストラン50では、上位10軒のうち2軒がサン・セバスティアンかその周辺のレストランだった。これらの有名レストランに加え、旧市街のバルで提供されるピンチョスと呼ばれるタパスなどにも定評があり、サン・セバスティアンはピンチョスの発祥地である。1924年創業のオケンドは国内外の映画スターが訪れたことで知られ、ベルガラはスペインで初めてピンチョスを提供したことで知られる。また、サン・セバスティアンはバスク美食クラブ（チョコ）の発祥の地であり、チョコが初めて文献で言及されたのは1870年まで遡る。またサン・セバスティアンには、料理学についてスペインで初めて大学の学位を認定する機関であるバスク・クリナリー・センターがある。また、サン・セバスティアンの近郊はリンゴを原料とした醸造酒であるサガルドの産地として知られており、醸造所兼レストランであるサガルドテギも多数ある。なお、サガルドの伝統的な作り方は、空気中に浮遊している酵母をリンゴ果汁中に繁殖させることにより、リンゴ果汁を醗酵させてアルコール度数を4パーセントから6パーセント程度にまでした後に、大樽に保管しておくという手法である。
2019年よりコンビニスイーツとして発売されている「バスクチーズケーキ」の発祥もサン・セバスチャンである。当地のバル、ラ・ヴィーニャのものが元祖と語られることが多い。

### スポーツ

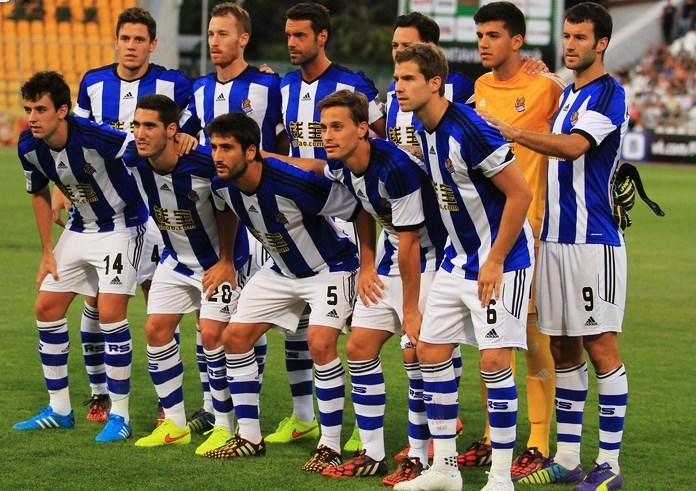
レアル・ソシエダ

サン・セバスティアンではサッカー、自転車ロードレース、バスケットボール、ラグビーユニオンなどが人気である。
サン・セバスティアン最大のサッカークラブはレアル・ソシエダである。レアル・ソシエダは1929年のリーガ・エスパニョーラ創設メンバーであり、エスタディオ・アノエタをホームスタジアムとしている。1980年代初頭に黄金期を迎え、1980-81シーズンと1981-82シーズンにはプリメーラ・ディビシオン（1部）で2連覇を達成。アノエタはラグビーユニオンのビアリッツ・オランピックやアヴィロン・バイヨネ（いずれも本拠はフランス）などがホームゲームに使用することもある。レアル・ソシエダの下部組織はルイス・アルコナーダやシャビ・アロンソなどを輩出している。レアル・ソシエダに匹敵する規模のクラブは存在しないが、CDバスコニア・ドノスティア、ウニベルシダ・デル・パイス・バスコ＝バスコニア（バスク大学のチーム）、ベリオ・フットボル・タルデアの3クラブはテルセーラ・ディビシオン（4部）に所属したことがある。女子サッカークラブのアニョルガKKEはプリメーラ・ディビシオン・フェメニーナ（女子1部）で3度、コパ・デ・ラ・レイナで3度優勝している。
1981年から毎年8月上旬には、サン・セバスティアンをスタート/ゴール地点とする自転車ロードレースのクラシカ・サン・セバスティアンが開催される。クラシカ・サン・セバスティアンはUCIプロツアーに組み込まれるワンデーレースであり、かつてはUCI・ロードワールドカップに組み込まれていた。
サン・セバスティアンに本拠地を置くバスケットボールクラブにはリーガACB（1部）のサン・セバスティアン・ギプスコアBCがある。1998年開場のプラサ・デ・トロス・デ・イルンベをホームアリーナとしている。2005-06シーズンにはLEB（2部）で優勝してリーガACBに初昇格し、2011-12シーズンにはプレーオフに初出場した。
ラグビーユニオンのチームにはCAサン・セバスティアンがあり、1970年・1978年・1979年にはディビシオン・デ・オノール（1部）で優勝している。バスク自治州やギプスコア県はラグビーユニオンが盛んな地域であり、2009年にスーペル・イベリカ が開催された際にはサン・セバスティアンからバスク・コルサリオアクが参加6クラブのひとつに選ばれた。2013-14シーズンのディビシオン・デ・オノールにサン・セバスティアンから参加しているクラブはないが、ギプスコア県内からはオルディシアとエルナニから計2クラブが参加している。
毎年1月最終日曜日にはサン・セバスティアン国際クロスカントリーが開催される。1956年に初開催され、1950年代後半から1960年代前半の優勝者にはチェコスロバキアのエミル・ザトペック、フランスのアラン・ミムン、エチオピアのマモ・ウォルデ（いずれも夏季オリンピック陸上競技各種目の金メダリスト）などが名前を連ねている。1971年には男子部門に加えて女子部門が開催されるようになり、1974年から1977年にはIAAF世界クロスカントリー選手権大会優勝者のカルメン・バレーロが4連覇を達成した。

## 観光

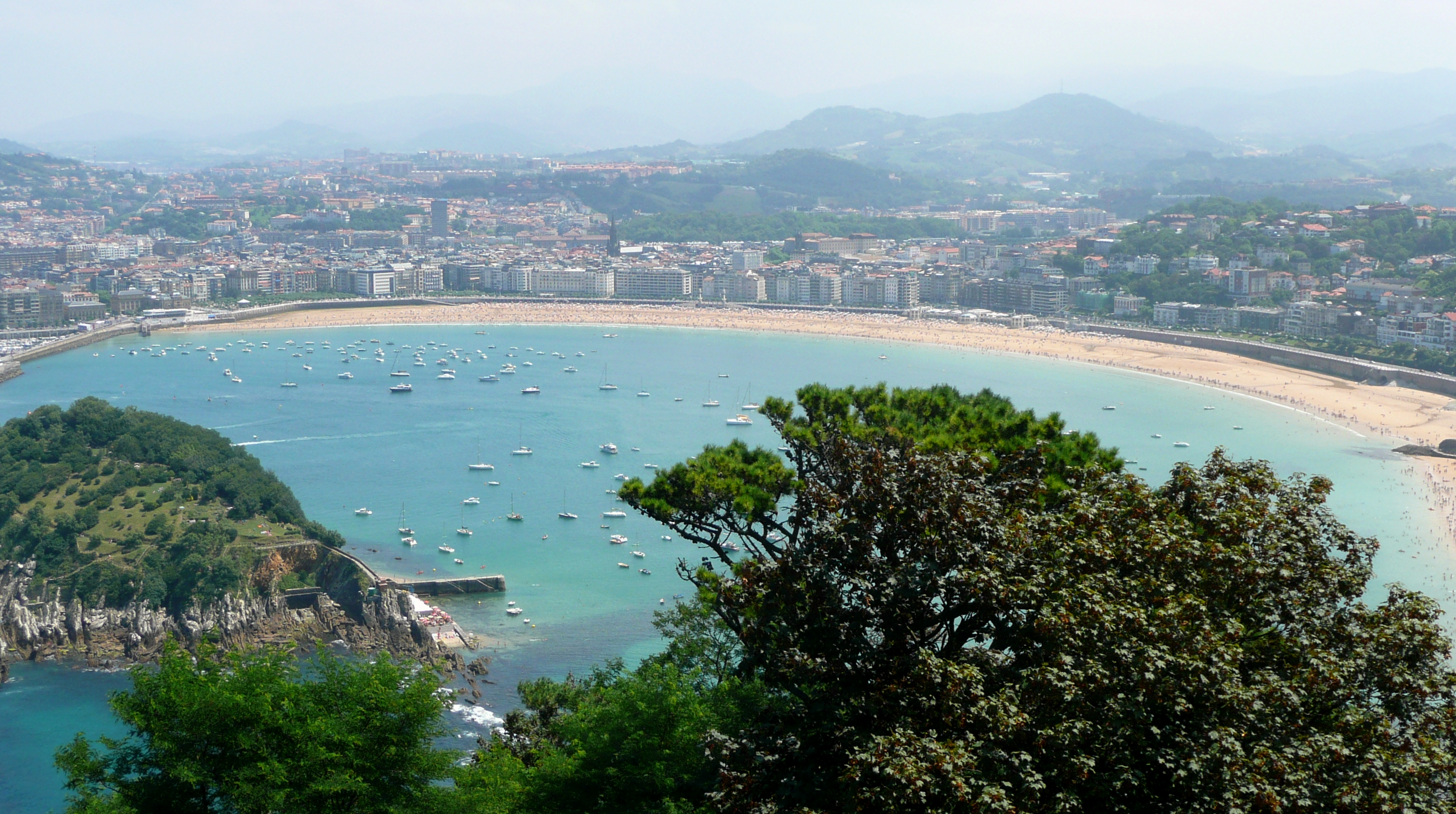
ラ・コンチャ海岸

ビスケー湾（大西洋）に面して砂浜のビーチが広がるラ・コンチャ海岸はサン・セバスティアンでもっとも有名な観光スポットであり、夏季には長さ1,350mの砂浜が多くの海水浴客で埋め尽くされる。海岸に沿って町のシンボルでもある遊歩道が設置されている。ラ・コンチャ湾にはサンタ・クララ島が浮かんでおり、夏季には連絡船で多くの観光客がサンタ・クララ島を訪れる。ラ・コンチャ湾西端部などにはサン・セバスティアン出身の彫刻家エドゥアルド・チリーダの作品が展示されている。旧市街から近いモンテ・ウルグルにはイエス・キリストの像や軍事施設の遺構が残っている。対岸のモンテ・イゲルドには山麓からイゲルド・ケーブルカーが伸びており、山頂にはラ・コンチャ海岸やモンテ・ウルグルを見渡せる展望台や遊園地などが設置されている。ウルメア川にはマリア・クリスティーナ橋など3本の記念橋が架かっており、1900年代から1920年代に建設されたこれらの橋はアール・デコ様式の街路灯などを特徴としている。1990年代以降にはムンダイス橋、レンダカリ・アギーレ橋、レアル・ソシエダ橋、ミケル・ラボア歩行橋など何本もの橋が新しく架けられており、川岸の景観に彩りを添えている。
バスク料理も観光客に人気があり、市内には『アルサック』や『アケラレ』が、市外に足を延ばすと『ベラサテギ』や『ムガリッツ』などの有名レストランがある。市内には無数のバルがあり、ピンチョスと呼ばれるタパスが提供される。
1921年にウルメア川河口部に建設された旧クルサールは町の象徴的存在であり、1973年に解体されたが、1999年にクルサール国際会議場・公会堂（新クルサール）が完成した。フレンチスタイルの建築が多い旧市街の中でホセ・ラファエル・モネオ設計の新クルサールは異彩を放っている。ラ・コンチャ海岸沿いにはマリア・クリスティーナなどスペインの王侯貴族が別荘として使用したミラマール宮殿があり、宮殿内や庭園からはラ・コンチャ海岸やサンタ・クララ島が一望できる。
7月のジャサルディア（サン・セバスティアン国際ジャズフェスティバル）、8月のサン・セバスティアン音楽週間、9月のサン・セバスティアン国際映画祭は夏季に行われる観光客向けの3大イベントである。

## 出身人物
- カルロス・ベア - アメリカ合衆国連邦判事。
- カタリナ・デ・エラウソ - 17世紀に男装して兵士となった女性。
- ラファエル・エチャグエ・イ・バーミンガム - 軍人。プエルトリコとフィリピンの統治者。
- アルフレッド・ゴジェネチェ - スペインオリンピック委員会会長。
- ヘスス・マリア・デ・レイサオラ – 政治家。バスク自治州政府首班（レンダカリ）。
- エンリケ・ムヒカ – 政治家。スペイン法務大臣（1988年-1991年）。
- ハイメ・マヨル・オレハ – 政治家。スペイン内務大臣（1996年-2001年）。
- バカルチョ・テヘリア – 政治家。バスク自治州議会議長（2012年-）。
- ゴルカ・マネイロ – 政治家。
- マリア・サン・ヒル – 政治家。元国民党バスク支部長。
- ジルベルト・マッケレス – 軍人。イギリスの第一次世界大戦の英雄。
- ミゲル・ムニョア・パガディサバル – 博愛主義者。
- フェルナンド・サバテール – 哲学者・倫理学者。
- シャビエル・スビリ – 哲学者。
- メルセデス・ケサダ・エチャイデ – メキシコ大統領ビセンテ・フォックスの母。
- チジャルデギ - バスク語学者・政治家・作家。
- アルバロ・ベルメホ – 著作家・ジャーナリスト。
- ビリンチュ – 詩人。
- セラフィン・バローハ – 作家。バスク文化の提唱者。
- ピオ・バローハ – 小説家・医者。98年世代のひとり。
- フェルナンド・アランブル - 小説家。
- ラモン・サイサルビトリア – 作家・社会学者。
- チュミー・チュメス – カートゥーン作家・著述家・映画監督。
- フアン・マリ・アルサック – 料理人。アルサック（英語版）のオーナーシェフ。
- エレナ・アルサック – 料理人。2012年に世界最優秀女性料理人。
- パコ・ラバンネ – ファッションデザイナー。
- エドゥアルド・チリーダ – 彫刻家。
- ホセ・マリア・ウサンディサーガ – 作曲家。
- パブロ・ソロサバル – 作曲家。
- アルベルト・イグレシアス – 作曲家。映画音楽を得意とする。
- エンリケ・ホルダ – 指揮者。アメリカに移住してアメリカ国籍取得。
- ニカノール・サバレタ – ハープ奏者。
- ラ・オレハ・デ・バン・ゴッホ - ポップロックバンド。ラテン・グラミー賞受賞。
- ドゥンカン・ドゥー – ポップロックバンド。
- アレックス・ウバゴ – ポップソングライター・歌手。サン・セバスティアン育ち。
- フアン・アギーレ - ミュージシャン。アマラルのギター担当。
- マリアーノ・フェレール – ジャーナリスト・ラジオアナウンサー。
- フリオ・メデム – 映画監督・脚本家。
- アントニオ・エセイサ – 映画監督。脚本家。
- イバン・スルエタ – デザイナー・映画監督。

- ミレン・イバルグレン – 俳優。
- アランチャ・ウレタビスカヤ – 作家・脚本家・女優。
- マルタ・エトゥラ - 女優。2009年にゴヤ賞最優秀助演女優賞受賞。
- エスティバリス・ガビロンド – 女優・ジャーナリスト。
- バルバラ・ゴエナガ - 女優。
- レベッカ・リナレス – ポルノ女優・ペントハウス・ペット。
- ナタリア・サバラ – モデル。2007年のミス・スペイン。
- イニャキ・ガビロンド – ジャーナリスト。テレビ司会者。
- ウルッティ – サッカー選手。
- ドミンゴ・サルドゥア – サッカー選手。
- パコ・ビエンソバス – サッカー選手。
- イグナシオ・エイサギーレ – サッカー選手。
- ルイス・アルコナーダ – サッカー選手。
- ゴンサロ・アルコナーダ – サッカー選手。
- ホセ・マヌエル・オチョトレーナ – サッカー選手。
- ゴルカ・ブリト – サッカー選手。
- イゴール・ガビロンド – サッカー選手。
- シャビ・アロンソ – サッカー選手。サン・セバスティアン育ち。2010 W杯優勝。
- アリツ・アドゥリス – サッカー選手
- シャビ・プリエト – サッカー選手。
- ミケル・アルテタ – サッカー選手。
- マヌエル・アロンソ – テニス選手。1977年に国際テニス殿堂入り。
- カルメレ・マカサガ – 女子ハンドボール選手。バルセロナ五輪出場。
- マリア・エイスメンディ – 女子スラローム選手。夏季五輪3度出場。
- イケル・マルティネス – セーリング選手。アテネ五輪49er級金メダル。
- ヨン・ガルシア – 男子フィギュアスケート選手。スペイン選手権4連覇。
- アリツ・マエストゥ – 男子フィギュアスケート選手。
- イオリッツ・メンディサバル – 騎手。フランスが拠点。
- エマニュエル・ブロウティン – フェンシング選手。サン・セバスティアンで死去。
- アシール・ブロウティン – フェンシング選手。サン・セバスティアンで死去。
- ゴンサロ・チリーダ（スペイン語版） – 画家

## 対外関係

### 姉妹都市･提携都市
姉妹都市
- ヴィースバーデン[45]（ドイツ連邦共和国 ヘッセン州）
- トレント（イタリア共和国 トレンティーノ･アルトアディジェ州 トレント県）
- プリマス [46]（イギリス連合王国 イングランド国 サウスウェスト･イングランド地方 デヴォン州）
- 丸亀市 [14][47]（日本国 四国地方 香川県）
- リノ（アメリカ合衆国 ネバダ州）

提携都市
- パリキール（ミクロネシア連邦 ポンペイ州）
- ダイラ・デ・ボハドル（西サハラ）

友好都市
- 多気町 （日本国 東海地方 三重県）